# Озерное (Орловская область)
Озерное — деревня в Покровском районе Орловской области России. 
Входит в Моховское сельское поселение в рамках организации местного самоуправления и в Моховский сельсовет в рамках административно-территориального устройства.

## География
Расположена в 15 км северо-западу от райцентра, посёлка городского типа Покровское, и в 54 км к юго-востоку от центра города Орёл.

## Население
| 2002 | 2010 |
| ---- | ---- |
| 192  | ↗200 |

Согласно результатам переписи 2002 года, в национальной структуре населения русские составляли 84 % от жителей.